# Pietro di Braganza
Pietro di Braganza (nome completo: Pedro Afonso Cristiano Leopoldo Eugénio Fernando Vicente Gabriel Rafael Gonzaga) (Rio de Janeiro, 19 luglio 1848 – Rio de Janeiro, 9 gennaio 1850) fu un principe ereditario brasiliano, figlio di Pietro II del Brasile e di sua moglie Teresa Cristina delle Due Sicilie.

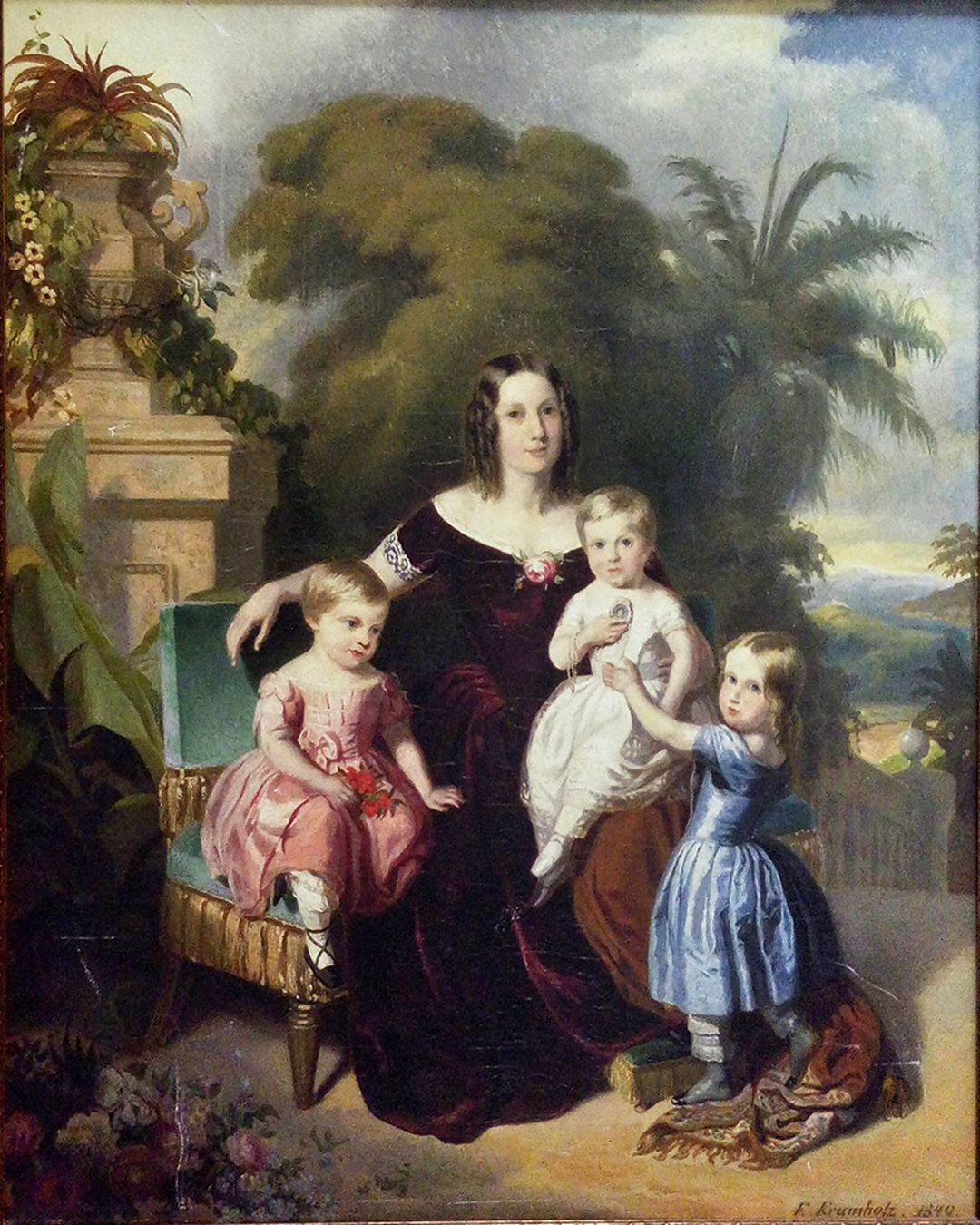
Il principe ereditario Pietro del Brasile in braccio alla madre Teresa Cristina coi fratelli

Alla sua morte egli passò il titolo di principe imperiale del Brasile alla sorella maggiore Isabella Leopoldina.
Egli era nipote dell'imperatore Pietro I del Brasile e dell'imperatrice Leopoldina del Brasile e per parte di madre egli era nipote del re Francesco I delle Due Sicilie e della regina Maria Isabella di Spagna.

## Ascendenza
|                                        |                                |                                       | Genitori                        |  |  | Nonni |  |  | Bisnonni                   |  |  | Trisnonni                 |  |
|                                        |                                |                                       |                                 |  |  |       |  |  | Giovanni VI del Portogallo |  |  | Pietro III del Portogallo |  |
|                                        |                                |                                       |                                 |  |  |       |  |  | Giovanni VI del Portogallo |  |  | Pietro III del Portogallo |  |
|                                        |                                | Maria I del Portogallo                |                                 |  |  |       |  |  | Giovanni VI del Portogallo |  |  |                           |  |
| Pietro IV del Portogallo               |                                |                                       |                                 |  |  |       |  |  | Giovanni VI del Portogallo |  |  |                           |  |
|                                        |                                | Carlotta Gioacchina di Borbone-Spagna | Carlo IV di Spagna              |  |  |       |  |  |                            |  |  |                           |  |
|                                        |                                | Carlotta Gioacchina di Borbone-Spagna | Carlo IV di Spagna              |  |  |       |  |  |                            |  |  |                           |  |
|                                        |                                | Carlotta Gioacchina di Borbone-Spagna | Maria Luisa di Borbone-Parma    |  |  |       |  |  |                            |  |  |                           |  |
| Pietro II del Brasile                  |                                | Carlotta Gioacchina di Borbone-Spagna |                                 |  |  |       |  |  |                            |  |  |                           |  |
|                                        |                                | Francesco II d'Asburgo-Lorena         | Leopoldo II d'Asburgo-Lorena    |  |  |       |  |  |                            |  |  |                           |  |
|                                        |                                | Francesco II d'Asburgo-Lorena         | Leopoldo II d'Asburgo-Lorena    |  |  |       |  |  |                            |  |  |                           |  |
|                                        |                                | Francesco II d'Asburgo-Lorena         | Maria Luisa di Borbone-Spagna   |  |  |       |  |  |                            |  |  |                           |  |
| Maria Leopoldina d'Asburgo-Lorena      |                                | Francesco II d'Asburgo-Lorena         |                                 |  |  |       |  |  |                            |  |  |                           |  |
|                                        |                                | Maria Teresa di Borbone-Due Sicilie   | Ferdinando I delle Due Sicilie  |  |  |       |  |  |                            |  |  |                           |  |
|                                        |                                | Maria Teresa di Borbone-Due Sicilie   | Ferdinando I delle Due Sicilie  |  |  |       |  |  |                            |  |  |                           |  |
|                                        |                                | Maria Teresa di Borbone-Due Sicilie   | Maria Carolina d'Asburgo-Lorena |  |  |       |  |  |                            |  |  |                           |  |
| Pietro di Braganza                     |                                | Maria Teresa di Borbone-Due Sicilie   |                                 |  |  |       |  |  |                            |  |  |                           |  |
|                                        | Ferdinando I delle Due Sicilie | Carlo III di Spagna                   |                                 |  |  |       |  |  |                            |  |  |                           |  |
|                                        | Ferdinando I delle Due Sicilie | Carlo III di Spagna                   |                                 |  |  |       |  |  |                            |  |  |                           |  |
|                                        | Ferdinando I delle Due Sicilie | Maria Amalia di Sassonia              |                                 |  |  |       |  |  |                            |  |  |                           |  |
| Francesco I delle Due Sicilie          | Ferdinando I delle Due Sicilie |                                       |                                 |  |  |       |  |  |                            |  |  |                           |  |
|                                        |                                | Maria Carolina d'Asburgo-Lorena       | Francesco I di Lorena           |  |  |       |  |  |                            |  |  |                           |  |
|                                        |                                | Maria Carolina d'Asburgo-Lorena       | Francesco I di Lorena           |  |  |       |  |  |                            |  |  |                           |  |
|                                        |                                | Maria Carolina d'Asburgo-Lorena       | Maria Teresa d'Austria          |  |  |       |  |  |                            |  |  |                           |  |
| Teresa Cristina di Borbone-Due Sicilie |                                | Maria Carolina d'Asburgo-Lorena       |                                 |  |  |       |  |  |                            |  |  |                           |  |
|                                        |                                | Carlo IV di Spagna                    | Carlo III di Spagna             |  |  |       |  |  |                            |  |  |                           |  |
|                                        |                                | Carlo IV di Spagna                    | Carlo III di Spagna             |  |  |       |  |  |                            |  |  |                           |  |
|                                        |                                | Carlo IV di Spagna                    | Maria Amalia di Sassonia        |  |  |       |  |  |                            |  |  |                           |  |
| Maria Isabella di Borbone-Spagna       |                                | Carlo IV di Spagna                    |                                 |  |  |       |  |  |                            |  |  |                           |  |
|                                        |                                | Maria Luisa di Borbone-Parma          | Filippo I di Parma              |  |  |       |  |  |                            |  |  |                           |  |
|                                        |                                | Maria Luisa di Borbone-Parma          | Filippo I di Parma              |  |  |       |  |  |                            |  |  |                           |  |
|                                        |                                | Maria Luisa di Borbone-Parma          | Elisabetta di Borbone-Francia   |  |  |       |  |  |                            |  |  |                           |  |
|                                        |                                | Maria Luisa di Borbone-Parma          |                                 |  |  |       |  |  |                            |  |  |                           |  |